# Manduca barnesi
Espèce
Manduca barnesi est une espèce de lépidoptères (papillons) de nuit de la famille des Sphingidae, de la sous-famille des Sphinginae et de la tribu des Sphingini.

## Description
La longueur des ailes antérieures est d'environ 60 mm. L'espèce ressemble à Manduca franciscae et à Manduca florestan. La couleur de fond de la face dorsale de l'aile antérieur est blanche, sans tache discale. Les marques sont généralement faibles. La face ventrale des ailes antérieures est brun unicolore et la bande noire marginale est très étroite. La frange est principalement blanche mais devient brune aux nervures. La face dorsale des ailes postérieures est noir, mais est couverte de blanc vers l'angle anal. Le dessous des ailes postérieures est brun, le tiers basal est fortement imprégné de blanc.

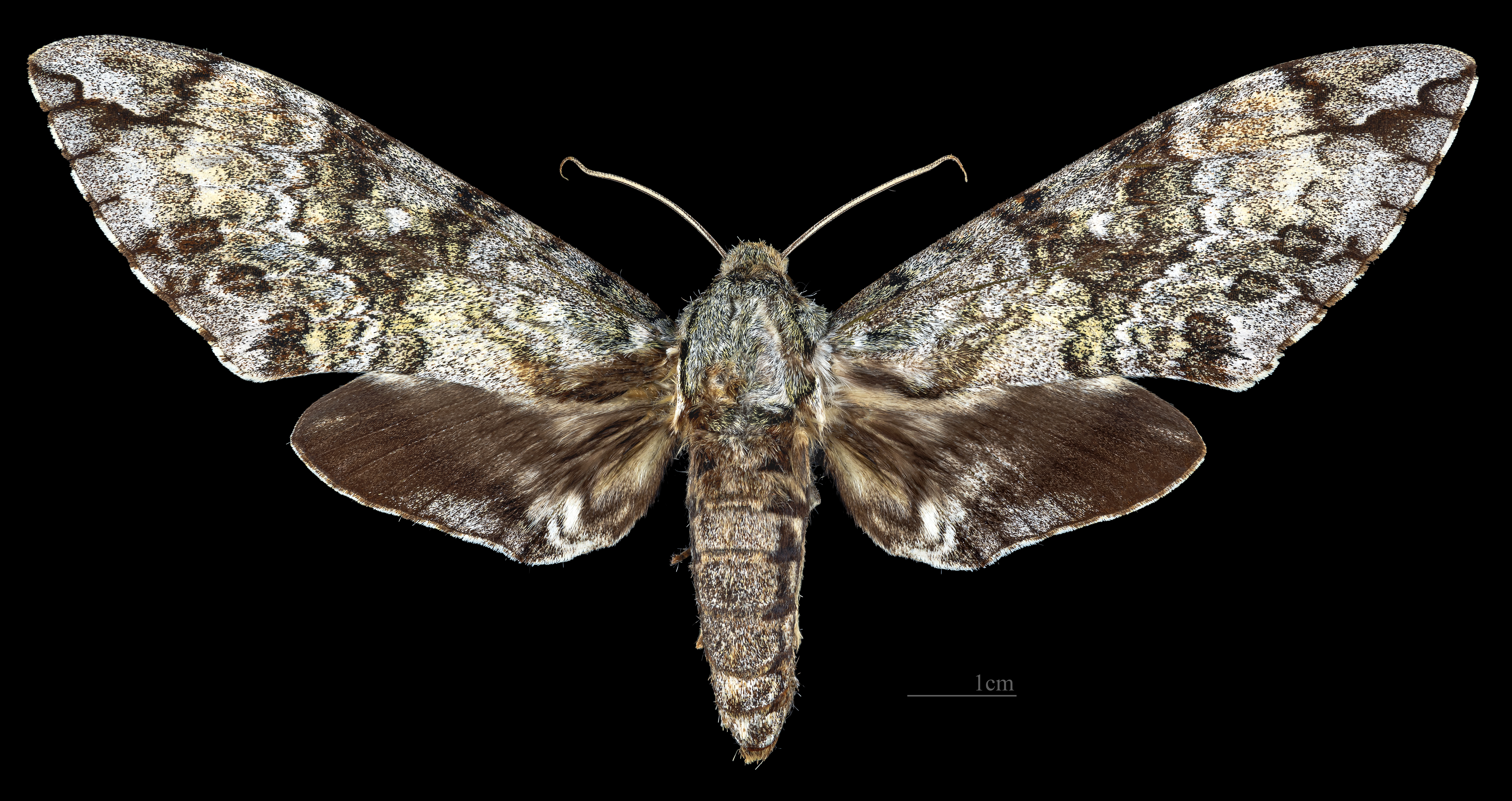
Avers de la femelle (coll.MHNT)
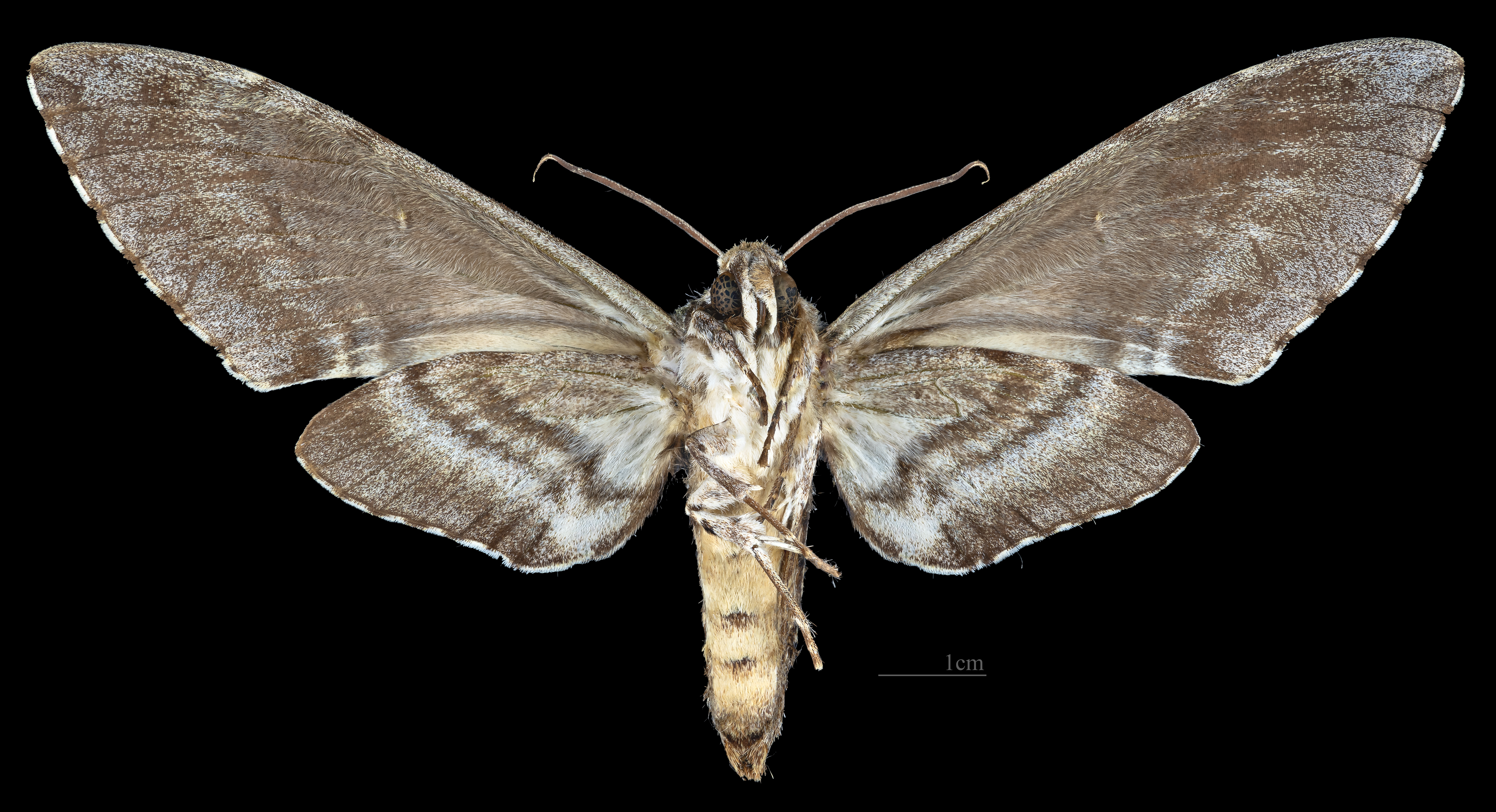
Revers de la femelle (coll.MHNT)

## Distribution et habitat
Distribution
Espèce est connue au Guatemala, au Costa Rica et au Mexique.

## Systématique
- L'espèce Manduca barnesi a été décrite par l'entomologiste américain Benjamin Preston Clark en 1919, sous le nom initial d'une sous-espèce Protoparce barnesi[1]
- Reclassé dans le genre Manduca par Haxaire et Herbin, en 1999.

## Synonymie
- Protoparce barnesi Clark, 1919 Protonyme
- Protoparce florestan ishkal Schaus, 1932
- Phlegethontius holcombi Mooser, 1942